# Bellikon
Bellikon (toponimo tedesco) è un comune svizzero di 1 550 abitanti del Canton Argovia, nel distretto di Baden.

## Monumenti e luoghi d'interesse

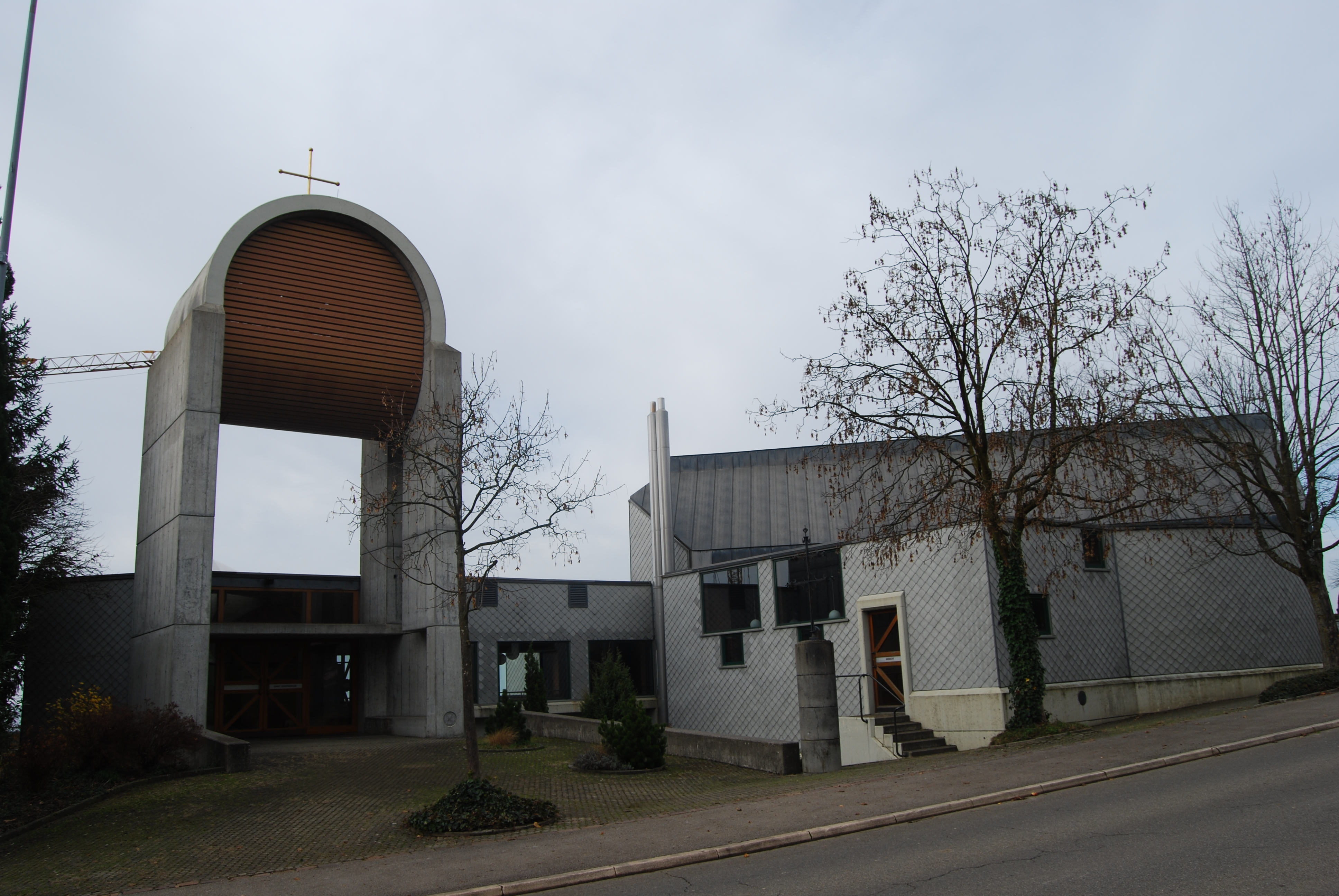
La chiesa cattolica di San Giuseppe

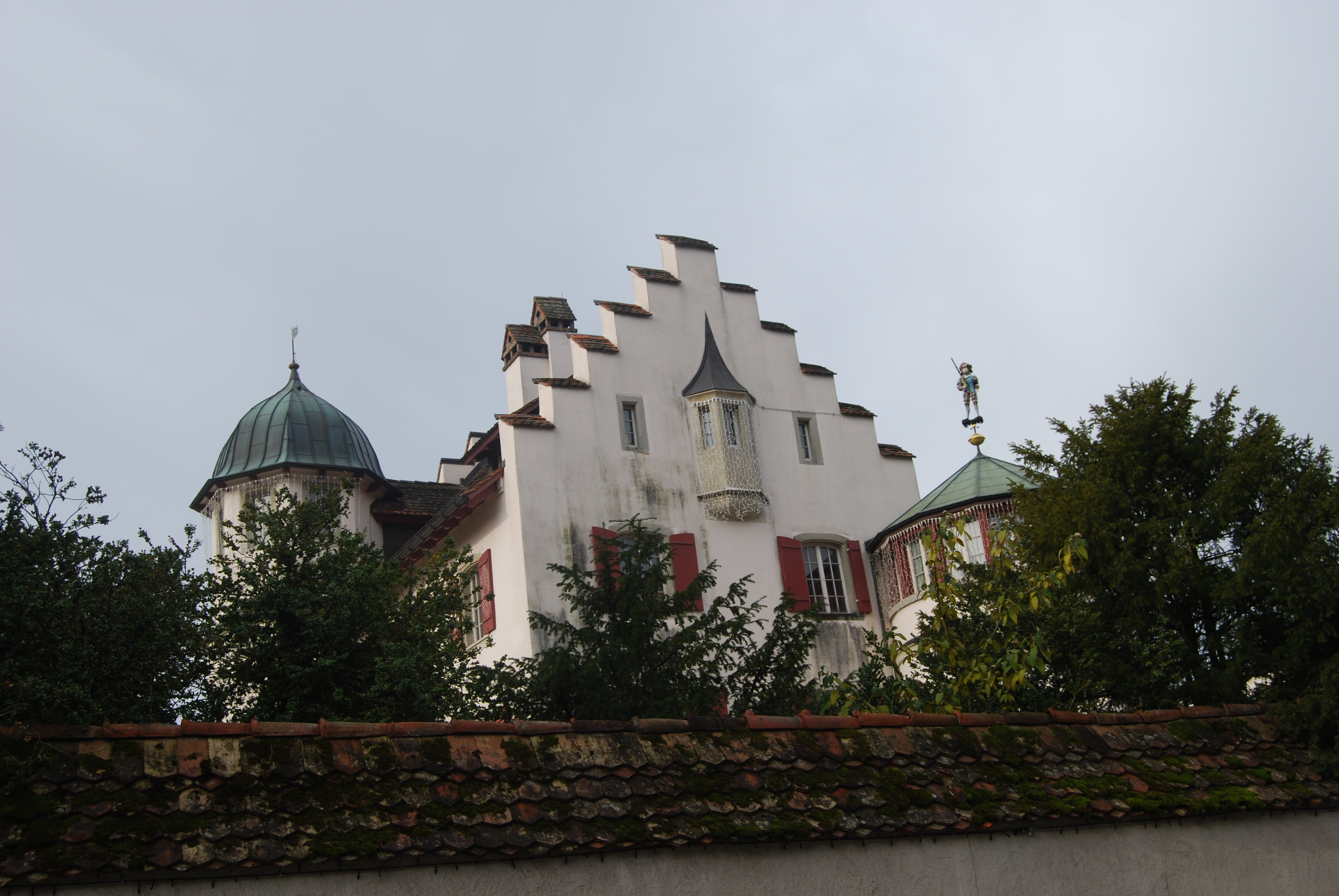
Il castello di Bellikon

- Chiesa cattolica di San Giuseppe, eretta nel 1854-1855 e ricostruita nel 1977[1];
- Castello di Bellikon, eretto nel 1500[1].

## Società

### Evoluzione demografica
L'evoluzione demografica è riportata nella seguente tabella:
Abitanti censiti

## Amministrazione
Ogni famiglia originaria del luogo fa parte del cosiddetto comune patriziale e ha la responsabilità della manutenzione di ogni bene ricadente all'interno dei confini del comune.